# Elizabeth Chaseová
Elizabeth „Liz“ Chaseová (26. dubna 1950 – 10. května 2018) byla zimbabwská pozemní hokejistka, členka týmu, který v roce 1980 na olympijských hrách v Moskvě vybojoval zlaté medaile.